# ناحیه امبوی، شهرستان لی، ایلینوی
شهرستان امبوی، بخش لی، ایلینواز (به انگلیسی: Amboy Township, Lee County, Illinois) یک منطقهٔ مسکونی در ایالات متحده آمریکا است که در ایلی‌نوی واقع شده‌است.

## خصوصیات
شهرستان امبوی ۳٬۱۰۸ نفر جمعیت دارد و ۲۳۰ متر بالاتر از سطح دریا واقع شده‌است.